# Murilo Radke
Murilo Radke est un joueur brésilien de volley-ball né le 31 janvier 1989 à Porto Alegre (Rio Grande do Sul). Il mesure 1,94 m et joue passeur. Il est international brésilien.

## Clubs
| Club                | Pays   | De        | À         |
| ------------------- | ------ | --------- | --------- |
| Unisul São José     | Brésil | 2005-2006 | 2005-2006 |
| CNR Álvares Cabral  | Brésil | 2006-2007 | 2006-2007 |
| Ulbra               | Brésil | 2007-2008 | 2007-2008 |
| Sada Cruzeiro Vôlei | Brésil | 2008-2009 | 2009-2010 |
| EC Pinheiros        | Brésil | 2011-2012 | 2011-2012 |
| Brasil Vôlei Clube  | Brésil | 2012-2013 | 2012-2013 |
| Canoas Vôlei        | Brésil | 2013-2014 | ...       |

## Palmarès

### Club et équipe nationale
- Championnat du monde des moins de 21 ans (1)
  - Vainqueur : 2009

### Distinctions individuelles
- Meilleur passeur du Championnat du monde des moins de 21 ans 2009